# رونناوگ
رونناوگ (به سوئدی: Rånnaväg) یک منطقهٔ مسکونی در سوئد است که در بخش اولریسه‌هامن واقع شده‌است. رونناوگ ۰٫۴۹ کیلومتر مربع مساحت و ۳۳۶ نفر جمعیت دارد.